# Samut Sakhon (tỉnh)
Samut Sakhon (tiếng Thái: สมุทรสาคร, phiên âm: Xa-mụt Xả-khon) là một tỉnh miền Trung  của Thái Lan. Tỉnh này giáp các tỉnh (từ phía tây nam theo chiều kim đồng hồ) Samut Songkhram, Ratchaburi, Nakhon Pathom và thủ đô Bangkok.

## Các đơn vị hành chính
Tỉnh này có 3 huyện (amphoe), 40 xã (tambon) và 288 thôn (làng, ấp, buôn, sóc, bản, mường) (muban).